# アルバイダ
アルバイダ（البيضاء、Al Bayda 、Beida。バイダ、ベイダとも）は、リビアの都市。リビアの北東部、キレナイカ地方に位置する。2010年の人口は約25万人で、第4の都市である。アフダル山地上、標高164mの高原上に位置し、リビアでは涼しく過ごしやすい土地とされ、保養地ともなっている。サヌーシー教団の本拠地として知られ、リビア王国時代にはトリポリタニアのトリポリ、キレナイカの中心ベンガジと並び、王家の本拠地として首都のひとつとされていた。イドリース1世は政府をトリポリから王家の力の強いアルバイダへと遷すことを計画し、これがカダフィによるリビア革命の要因のひとつともなった。